# BZB Nr. 5 und 6 (Triebwagen)
Die Triebwagen 5 und 6 der Bayerischen Zugspitzbahn sind meterspurige Elektrotriebwagen für den reinen Zahnradbetrieb, die von der Schweizerischen Lokomotiv- und Maschinenfabrik und BBC geliefert wurden.

## Geschichte
Auf Basis der Erfahrungen mit den Triebwagen 1 bis 4 lieferten 1978 SLM und BBC unter den Fabriknummern 5132 und 5133 zwei Triebwagen, welche die Betriebsnummern 5 und 6 bekamen. Zusammen mit den Triebwagen 1 bis 4 lösten die Triebwagen die Berglokomotiven aus dem Regel-Personenverkehr ab. Die sechs Triebwagen wickelten in den darauf folgenden Jahren die Hauptlast des Personenverkehrs auf der Zahnradstrecke ab. Seit der Inbetriebnahme der Doppeltriebwagen 12 bis 16 werden die Triebwagen 5 und 6 als Reserve, sowie für innerbetriebliche Aufgaben eingesetzt. Während der Bauphase der Seilbahn Zugspitze wurden die beiden Triebwagen, zusammen mit der Berglokomotive 19, wieder vermehrt im Regel-Personenverkehr eingesetzt, um einen Halbstundentakt zwischen Eibsee und Zugspitze anbieten zu können.

## Technik
Mit viermal 117 Kilowatt Antriebsleistung sind die Fahrzeuge genauso schnell wie die Triebwagen 1 bis 4, bieten 56 Fahrgästen Sitzplätze, sind 14,8 Meter lang und 23,3 Tonnen schwer. Der Wagenkasten der Triebwagen ist in der Stahl-Leichtbau-Bauweise mit Längssicken aufgebaut und hat in den beiden Drehgestellen je zwei längs angeordnete Antriebsmotoren. Über einen SLM-Achsantrieb werden die Triebzahnräder angetrieben. Die Bremsausrüstung der Triebwagen besteht aus einer Widerstandsbremse als Betriebsbremse, einer auf alle vier Getriebe wirkende Getriebebremse und einer auf alle vier Triebzahnräder wirkende Klinkenbremse.
Die beiden Triebwagen waren von Anfang an für den Betrieb mit Steuerwagen ausgerüstet, womit sie in der Lage sind, bei Bergfahrten mit einem vorgestellten Steuerwagen ohne einen zusätzlichen Zugbegleiter (im Einmannbetrieb) fahren zu können. Die entsprechend ausgerüsteten Wagen sind die Steuerwagen 21 (für Triebwagen 5) und 22 (für Triebwagen 6).